# 里茲維爾 (北卡羅萊納州)
里茲維爾（英語：Reidsville）是一個位於美國北卡羅萊納州羅京安縣的城市。

## 人口
根據2020年美國人口普查的數據，里茲維爾的面積為42.09平方千米，當中陸地面積為38.36平方千米，而水域面積為3.73平方千米。當地共有人口14583人，而人口密度為每平方千米346人。